# Achradina sulcata
Achradina sulcata is een soort in de taxonomische indeling van de Myzozoa, een stam van microscopische parasitaire dieren. Het organisme komt uit het geslacht Achradina en behoort tot de familie Actiniscaceae. Achradina sulcata werd ontdekt door Lohmann.